# 経書
経書（けいしょ）は、儒教でとくに重視される文献の総称。経典（儒家経典）ともいう。

## 概要
漢籍では「経」「史」「子」「集」の4つに大きく分類する四部分類が用いられ、「経」には儒教経典及びその注釈、小学書などが含まれる。
儒教には教学性、宗教性、国家イデオロギー性があるとされ、それぞれの中心に経書があったとされる。経書に関わる学問を経学と呼ぶ。
「経」は縦糸のことで永続不変なものを意味し、次々と起きる社会的事象を「史」、時代の変化に応じた知識や技術を「子」、個人の思弁や感懐を「集」に収めた（それぞれの部の下に類、属の分類を置く）。「経」は四部の第一に置かれているが、「子」の第一にも儒家類が置かれており、前者には儒学の最も基本的な文献、後者には後世の儒家の書を収める。
「経」は永続不変といっても歴代注釈書の変遷とともに解釈は変化した。位置づけの変化では『孟子』は唐代までは子部に分類されていたが、宋代以降になると経部に移され儒学の経典として扱われるようになった。
漢代には、経に対応する緯（よこいと）の「緯書」という文献も作られた。

## 名数
いくつかの経書をまとめて前に数字をつけて「～経」と称することがある。もっとも基本的なのが六経もしくはそこから楽経を除いた五経である。また三礼と春秋三伝を含めた十三経も著名である。その他にも七経、九経なども分類があるが、七経・九経の指す経書の種類には諸説ある。代表的なものを挙げると以下のようになる。
- 六経・五経 - 『詩』『書』『礼』『楽』『易』『春秋』。戦国時代からのまとめられ方。五経と六経との呼称の差は『楽』が焚書によって早くに失われ漢代以降、五経の名がおもに使われ、学官に立てられたのも五経博士である。なお後漢以降、隆盛した古文学で六経の順序は『易』『書』『詩』『礼』『楽』『春秋』とされた。唐代には『五経正義』が作られ、ここで五経の内容は『周易』『尚書』『毛詩』『礼記』『春秋左氏伝』となった。
- 七経 - 後漢時代、孝が重視されるようになり、五経（『詩』『書』『礼』『楽』『易』『春秋』）に『論語』と『孝経』が加えられ、合わせて七経とされた。また六経に孝経を足したまとめ方もあり、この七経に対する緯書として七緯が作られた。また、日本における釈奠独自の儀式として、毎回七経を順次1つずつ講義を行う七経輪転講読があった。
- 九経 - 唐代の科挙試験において明経科があり、ここでは五経のうち礼経を三礼（『周礼』『儀礼』『礼記』）に、春秋経を三伝（『春秋左氏伝』『春秋公羊伝』『春秋穀梁伝』）に分け、他の三経と合わせて九経と称した。
- 十二経 - 唐の文宗大和年間（827年～835年）、石経を立てたが、その際に九経に加えて『孝経』『論語』『爾雅』が入れられた。
- 十三経 - 宋代、唐の十二経に『孟子』が加えられ、十三経となった。この時代、経書も木版印刷されるようになっていたが、経書と注釈書の注疏が合刻されるようになり、十三経の代表的な注釈書を集めた『十三経注疏』が刊行された。
- 四書 - 南宋の朱熹は『礼記』のうち大学篇と中庸篇を取り出して、それぞれ独立した書物とし、これと『論語』『孟子』を合わせて四書と称し、五経を学ぶ前段階として四書の学を提唱した。